# 1-й Іподромний провулок (Житомир)
1-й Іподромний провулок — провулок в Богунському районі Житомира.

## Характеристики
Розташований в привокзальній частині міста. Починається від проспекту Незалежності. Г-подібний на плані. Спочатку прямує на північний схід. Повертає на північний захід та пролягає паралельно залізниці. Завершується на межі міста, де переходить у польову дорогу без твердого покриття.

## Історичні відомості
Провулок показаний на двовестровці 1909-1913 рр. як частина шляху, що брав початок на з'єднанні Старогончарного шляху (нині існують лише окремі фрагменти колишнього шляху — вулиця Старогончарна, провулок Косачів) й тодішньої Північної вулиці (нині Болгарська вулиця) та прямував до Мар'янівського провулка (нині вулиця Якова Зайка). На мапах 1941 — 1942 рр. показаний як безіменний проїзд. Садибна забудова провулка почала формуватися у першій половині ХХ століття. Провулок отримав назву у 1968 році. Назва провулка походить від тодішньої назви частини нинішнього проспекту Незалежності, з якої провулок брав початок — Іподромної вулиці. Забудова провулка остаточно сформувалася протягом другої половини ХХ століття.